# Francesc Esteve i Gálvez
Francesc Esteve i Gálvez (Castellón de la Plana, 1907 - 2001) fue un prehistoriador y arqueólogo valenciano.

## Biografía
Estudia en la Universidad de Barcelona, donde fue discípulo de Pere Bosch i Gimpera, y colabora con el Instituto de Estudios Catalanes. Durante la guerra civil española fue director del museo provincial de Castellón. 
Al acabar la guerra fue expedientado por el franquismo y el 1943 ejerce de profesor de historia en el instituto de enseñanza secundaria de Tortosa, el 1954 en el de Amposta y el 1959 en el de Castellón de la Plana. En 1954 fue nombrado Comisario Local de Excavaciones Arqueológicas de Tortosa por parte de la Dirección General de Bellas Artes y se dedica a estudiar la prehistoria de las comarcas del norte de la Comunidad Valenciana y de sur de Cataluña. 
En 1984 recibe el premio Cruz de San Jorge de la Generalidad de Cataluña, la Distinción al Mérito Cultural de la Generalidad Valenciana y la Medalla de Oro de la Provincia de Castellón.

## Obras

### Historia
- La Via Romana per les Coves de Vinroma i la Vilanova d'Alcolea (19??)
- L'amollonament de la Via Romana al Pla de l'Arc (1926)
- Un poblado de la primera edad del hierro en la Plana de Castellón (1944)
- Cerámica de cuerdas en la Plana de Castellón (1955)
- Un bogacio arqueológico procedente de Oropesa (Castellón) (1956)
- Nuevos descubrimientos arqueológicos en Nules, La Villa romana de Benicarló (1956)
- Los sepulcros de la Joquera (1965)
- La cueva sepulcral del Calvari d'Amposta (1966)
- La necrópolis de El Bovalar (1966)
- El abrigo rupestre del Assud de Almazora y su yacimiento arqueológico (1969)
- La necrópolis de la Oriola, cerca de Amposta (Tarragona) (1974)
- Un poblado de la Edad de Bronce en la ribera de Cabanes (1975)
- Ceràmica d'Onda (1993)
- Els Mil·liaris de Traiguera (1994)
- Les fonts antigues (2001)
- La Vía Romana de Dertosa a Saguntum (2003)

### Ficción
- A l'entorn de les aigües lluminoses: el creuer universitari 1933 (1985)
- El goig de crèixer. Els estudis superiors (1996)
- Vilacollença. Una capitaleta provinciana de l'Espanya vertebrada (1997)
- En la claror de l'alba : uns començos difícils (2003)